# Francesco Calzona
Francesco Calzona (* 24. října 1968 Vibo Valentia) je italský fotbalový trenér, který od léta 2022 trénuje slovenský národní tým.

## Trenérská kariéra
Calzona před létem 2022 vykonával pouze funkci asistenta v několika italských klubech. V sezoně 2021/22 působil v trenérském štábu Luciana Spallettiho v Neapoli, kde mezi lety 2015 až 2018 pomáhal už Mauriziovi Sarrimu.
Třiapadesátiletý kouč nahradil ve slovenské reprezentaci v létě 2022 odvolaného Štefana Tarkoviče a podepsal smlouvu do konce roku 2025. Slovenský svaz to uvedl na webu. 16. listopadu 2023 se Calzonovo Slovensko po výhře 4:2 nad Islandem kvalifikovalo na EURO 2024.
Dne 19. února 2024 se Calzona stal novým trenérem italského klubu SSC Neapol, kde nahradil Waltera Mazzarriho pouhé dva dny před prvním utkáním osmifinále Ligy mistrů proti Barceloně.